# Andreas Haas
Andreas Haas, född 23 december 1996, är en schweizisk bobåkare.

## Karriär
Vid EM 2025 i Lillehammer tog Haas brons tillsammans med Michael Vogt, Gregory Jones och Amadou Ndiaye i fyrmannabob.